# 江湾大桥 (广州)

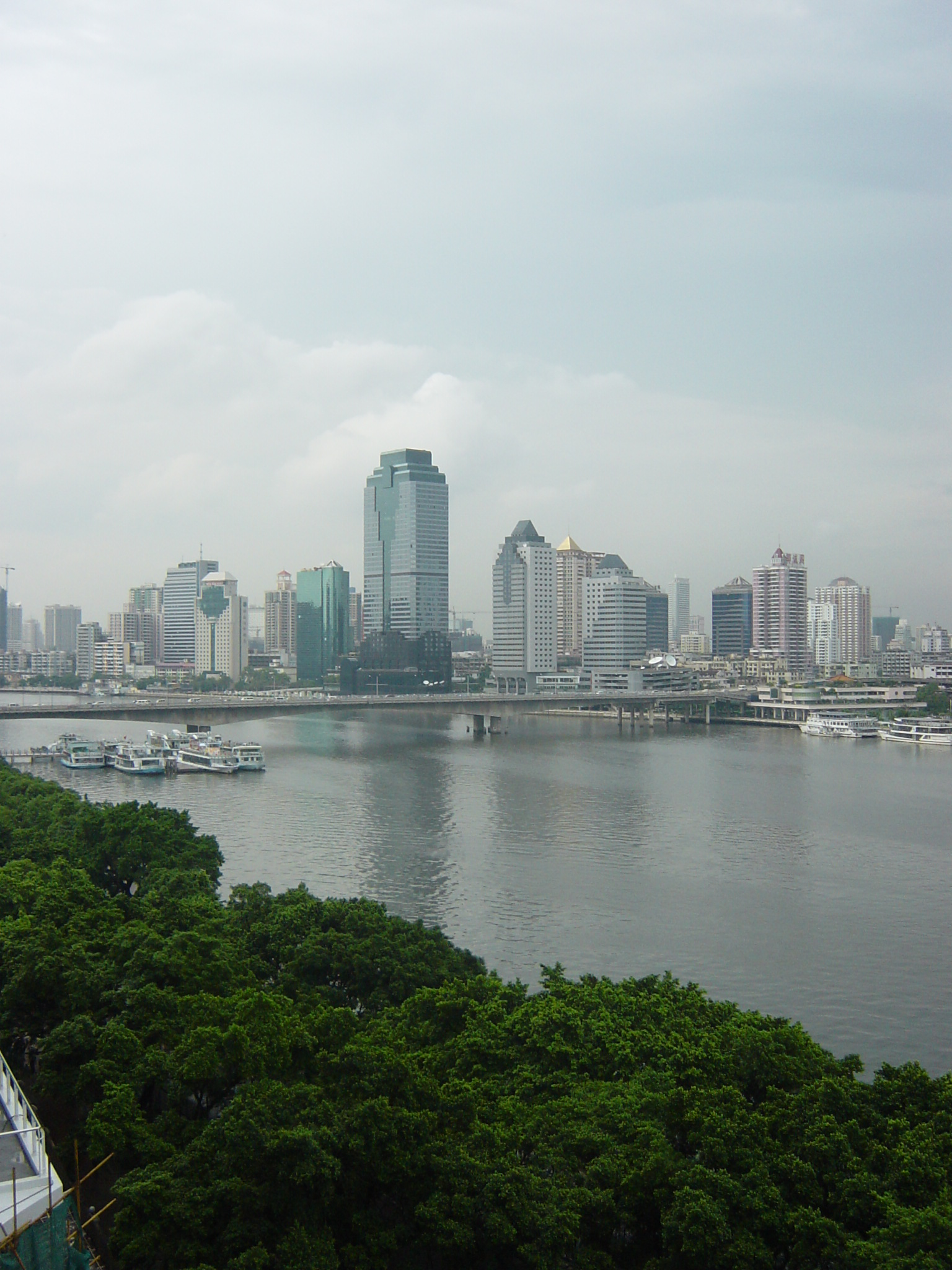
江湾大桥一带景色

江湾大桥位于中华人民共和国廣東省广州市，是跨越珠江的一座桥梁，连接越秀区和海珠区。1994年11月动工，1998年1月通车。大桥北端与东濠涌高架路连接，设置匝道与东华南路相接；南端跨越滨江路后与江湾路相接，设置匝道与滨江路和纺织路相接。是内环路的跨江大桥之一。
大桥全长910米，宽28米（车行道宽23米，人行道宽各2.5米），桥下通航净高8.7米，双向6车道。

## 拆除D匝道
2010年5月16日零时，江湾大桥南往北滨江路匝道正式围蔽。
此次拆除的D匝道位于江湾大桥南端，落在东沙街上，该匝道拆除后，海珠区将在此建设绿化广场，建成后预计新增绿化面积约12800平方米，届时将全面优化孙中山大元帅府旧址周边生态环境。
此次围蔽，调整由此匝道上江湾大桥的公共汽车24、182线路。公共汽车24(开往云台花园总站方向)和182路（开往广园新村总站方向）线路由原经行滨江东路、江湾大桥东匝道、江湾大桥调整为经行滨江东路、江湾路（南行，在仲恺路掉头）、江湾路（北行）、江湾大桥，并增加停靠公共汽车江湾大桥南站（南行）。上述调整已从2010年5月10日首班车起实施。
由于匝道封闭，使原来在纺织路、滨江路两处上桥的车辆要绕行江湾路，使江湾路交通拥堵。而海珠桥封闭之后更是雪上加霜。为此交警部门在江湾路上的内环路A线下桥位置加设交通信号灯，使车辆有秩序分批通行。而引桥南面的素社直街和基立下道北扩宽，使其能够分流仲恺路的车辆。
原匝道上桥口在江湾桥上变成了一个架空花坛，而滨江三横路便是上桥口原址。